# Episodi de I ragazzi del muretto (seconda stagione)
La seconda stagione della serie televisiva I ragazzi del muretto, composta da quattordici episodi della durata di 60 minuti ciascuno, è stata trasmessa su Raidue dal 28 settembre al 9 novembre 1993. Le puntate erano trasmesse il martedì sera alle 20:40, in due episodi consecutivi.
La sigla di testa è sempre Night and Day, cover di Cole Porter cantata dagli U2, mentre la sigla di coda è Un disperato bisogno d'amore degli Stadio.
| nº | Titolo                           | Prima TV Italia   |
| -- | -------------------------------- | ----------------- |
| 1  | Fuga d'amore                     | 28 settembre 1993 |
| 2  | Si è svitato papà                | 28 settembre 1993 |
| 3  | Voglia di andare                 | 5 ottobre 1993    |
| 4  | Un gran casino                   | 5 ottobre 1993    |
| 5  | Il mestiere più antico del mondo | 12 ottobre 1993   |
| 6  | I ragazzi di S.O.S casa          | 12 ottobre 1993   |
| 7  | L'amore quello vero              | 19 ottobre 1993   |
| 8  | Scelte difficili                 | 19 ottobre 1993   |
| 9  | Chi ha paura del lupo cattivo    | 26 ottobre 1993   |
| 10 | Una vita a metà                  | 26 ottobre 1993   |
| 11 | Il coraggio e la paura           | 2 novembre 1993   |
| 12 | Il figlio del muretto            | 2 novembre 1993   |
| 13 | Fuori dalla regola               | 9 novembre 1993   |
| 14 | Ragazze in crisi                 | 9 novembre 1993   |

## Fuga d'amore
- Diretto da: Ruggero Deodato

### Trama
Il padre (Luciano Turi) di Debora (Cecilia Dazzi) trova la figlia seminuda in magazzino assieme a Sahid (Chris Childs) e la chiude a chiave in camera sua, ma lei scappa e si rifugia a scuola, dove i suoi compagni hanno ottenuto una settimana di autogestione. Simone (Pao Pei Andreoli) si mette con Patrizia, la ragazza di Pietro, che per vendicarsi riempie i bagni di scritte sui muri. Il gruppo del muretto l'indomani è costretto ad alzarsi all'alba per pulire tutto. Patrizia, vedendo l'auto di Simone entra a scuola e scopre che gli altri nascondono Sahid e Debora. Quando Simone dichiara davanti a tutti il suo amore per Sara (Barbara Ricci) con una poesia, Patrizia si vendica avvisando i genitori di Debora che però, fugge ancora una volta. La ragazza sta per partire per Monaco, ma Stefania (Francesca Antonelli) avverte il padre, che chiede alla figlia di restare promettendole di non fare nulla contro Sahid.
- Altri interpreti: Francesca De Rose (Patrizia), Mauro Focardi (trasportatore), Massimiliano Franciosa (Pietro), Marika Larosa (ragazza a scuola), Ivan Lucarelli (Goffredo), Marco Minetti (Luigi), Carmen Onorati (professoressa Bozzi), Morgan Palombi (ragazzo a scuola), Alessandra Stordy (dottoressa Cimino).
- Brani musicali: Mr. Wendal (Arrested Development), Assomigliami (Biagio Antonacci), Questi figli (Gianni Morandi), Kiss (Prince), Native Tongue (Poison)

## Si è svitato papà
- Diretto da: Ruggero Deodato

### Trama
Il padre (Paolo Graziosi) di Johnny (Claudio Lorimer) è scomparso e la moglie (Valeria Ciangottini) telefona da Bruxelles preoccupata, ma non sa che il marito è arrivato a Roma e che ha rivelato al figlio di essersi messo con Serena (Valentina Forte), una ragazza molto giovane. Intanto Gigi (Amedeo Letizia) scopre di essere stato adottato e si arrabbia con tutti. Decide di partecipare alle selezioni per una squadra di pallavolo di Milano assieme a Sahid (Chris Childs), ma è quest'ultimo ad essere scelto e a dover partire.
- Altri interpreti: Antonio Cascio (De Vecchis), Roberta Fregonese (giudice dei minori), Bobby Rhodes (fratello di Sahid), Venantino Venantini (professore di ginnastica).
- Brani musicali: Who Wants to Live Forever (Queen), Muoviti muoviti (Jovanotti), Even Better Than the Real Thing (U2)

## Voglia di andare
- Diretto da: Lodovico Gasparini

### Trama
Elena (Michela Rocco di Torrepadula) va a vivere con Mitzi (Alberto Rossi) ed ha un duro scontro col padre (Orso Maria Guerrini). Lo stesso giorno torna Andrea (Riccardo Salerno), che comunica agli altri di aver lasciato scuola e famiglia per inseguire il sogno di fare l'attore. I ragazzi lo portano da Mitzi, sperando che possa ospitarlo e non sapendo che Elena si è appena trasferita. Il padre (Enrico Papa) di Andrea va a cercarlo, ma non riesce a dissuaderlo. Qualche giorno dopo il professor Testa (Massimo De Rossi) gli fa capire che è necessario continuare la scuola, pur coltivando un altro interesse. Giuliana intanto ha deciso di avere la sua prima volta con Franz, ma il ragazzo beve troppo e poco prima di fare l'amore si sente male. Stefania non tiene per sé la confidenza dell'amica e la voce si sparge, finché i ragazzi prendono in giro Franz che lascia Giuliana e si consola con Betty (Giada Desideri), una ragazza che in discoteca è diventata fan del suo personaggio da dj. Elena nel frattempo cerca di riavvicinarsi al padre, che le chiede di andare a vedere il test della sua nuova macchina da rally, ma lei non vuole rinunciare a partecipare ai giochi della gioventù, a cui si è iscritta e i due continuano a litigare. Dopo aver ricevuto un mazzo di rose dal padre, la ragazza decide di abbandonare i giochi per correre al rally, ma Mitzi fa tardi con un cliente ed è costretta a prendere un taxi, arrivando quando ormai quando la macchina da testare si è schiantata sul fianco di una montagna. Poco più tardi in ospedale arriva la madre (Delia Boccardo) di Elena, ma le notizie non sono quelle sperate.
- Altri interpreti: Gianni Franco (Franco Bruni), Franco Mescolini (Alfredo Belli).

## Un gran casino
- Diretto da: Lodovico Gasparini

### Trama
Giuliana (Elodie Treccani) sorprende Franz (Lorenzo Amato) con Betty (Giada Desideri) e si dispera, cercando conforto in Stefania (Francesca Antonelli) che però, stufa del pianto continuo, la abbandona a sé stessa. Nel frattempo anche Cristian (Vincenzo Diglio) viene trascurato non accettando una settimana di astinenza sessuale come prova d'amore, mentre Elena (Michela Rocco di Torrepadula) ha allontanato Mitzi (Alberto Rossi) ed è costretta dalla madre (Delia Boccardo) ad andare a vivere a Parigi con lei. In tutto questo Andrea (Riccardo Salerno) sta organizzando un suo spettacolo e non riesce ad ottenere l'aiuto necessario dai suoi amici che gli appaiono sempre più incasinati. A complicare le cose ci pensano proprio Giuliana e Cristian che si ritrovano da soli e fanno l'amore senza nemmeno rendersene conto. Giuliana decide di chiarire con Franz e dirgli tutto, ma il ragazzo non lo accetta e si confida con Debora (Cecilia Dazzi) durante le prove dello spettacolo di Andrea, senza rendersi conto che il microfono è acceso.
- Altri interpreti: Sergio Ciulli, Vittorio Duse, Ilaria Troncone (Michela), Pia Velsi.

## Il mestiere più antico del mondo
- Diretto da: Ruggero Deodato

### Trama
I ragazzi decidono di andare a guardare le prostitute e salvano da una rissa Lilith, che portano a casa di Mitzi (Alberto Rossi). Andrea (Riccardo Salerno) e Simone (Pao Pei Andreoli) restano affascinati da lei e provano a conquistarla senza risultato. La ragazza è invece attratta da Mitzi, che però ha in testa solo Elena (Michela Rocco di Torrepadula). Quest'ultima inizia a bere pesantemente, fino ad arrivare ubriaca a scuola o ad addormentarsi col gas acceso. Sara (Barbara Ricci) la porta a casa sua dove la madre (Fiorenza Marchegiani) le dice di avere avuto lo stesso problema in passato. Quando Elena decide di voltare pagina e di riavvicinarsi a Mitzi, Andrea e Simone, delusi per essere andati in bianco a causa sua, le danno le chiavi di casa pur sapendo che l'amico è da solo con Lilith. Elena li vede abbracciati e fugge via ricominciando a bere.
- Ascolti: telespettatori 4 200 000[2]
- Altri interpreti: Sergio Aru (Bidello giovane), Sabina Began (Lilith), Furio Maria Ferri (Coatto)
- Brani musicali: Cose della vita (Eros Ramazzotti), I Didn't Know I Was Looking for Love (Everything but the Girl), Stella della strada (Francesco De Gregori), The Greatest Gift (Robert Plant), Move (Moby), Ruined in a Day (New Order)

## I ragazzi di S.O.S casa
- Diretto da: Lodovico Gasparini

### Trama
Due genitori adottivi riportano un bambino all'orfanotrofio quando lei scopre di esser incinta. Il piccolo Paolo rimane con don Vittorio e per il trauma non riesce più a parlare. Nel frattempo i ragazzi hanno messo su un'attività dal nome "S.O.S casa", che utilizza il telefono del bar della signora Marcella per prendere gli appuntamenti. La società si occupa di riparazioni di elettrodomestici e impianti, tinteggiature e smacchiature ecologiche. Il primo cliente è proprio don Vittorio, che però, pensando si tratti di volontariato, non ha i soldi per pagare. In quell'occasione Gigi (Amedeo Letizia) conosce Paolo e gli si affeziona pensando che, se non fosse stato adottato, anche lui avrebbe fatto la stessa fine. Quando torna a trovarlo insieme a Debora (Cecilia Dazzi) per il suo compleanno, lo porta in un negozio di giocattoli e gli dice di scegliere ciò che vuole, ma il bambino chiede un videogioco troppo costoso e Debora gli fa capire in modo brusco che non può averlo. Gigi si arrabbia con lei e mentre corre dietro a Paolo, la ragazza dispiaciuta ruba il videogioco, ma viene sorpresa dal sorvegliante che le chiede dei soldi per non denunciarla. Qualche giorno più tardi il campetto di calcio dell'orfanotrofio diventa impraticabile per un acquazzone e don Vittorio è costretto a chiuderlo. Gigi rimane turbato ancora una volta dalla reazione del bambino e chiede i soldi guadagnati dagli amici per risistemare il campo. Dopo l'esitazione iniziale i ragazzi accettano, ma nessuno vuole custodire il denaro, quindi Paolo propone di tenerli nel suo nascondiglio segreto. Quando lo strozzino chiede altri soldi a Debora, la ragazza convince il bambino a prestarle i soldi, ma quando Gigi non li trova lo accusa di furto e Paolo fugge.
- Altri interpreti: Evelina Gori (signora Caluori), Paolo Lorimer (padre adottivo), Nicola Pistoia (sorvegliante del negozio di giocattoli), Giovanna Rotellini (Marcella), Ivan Salazaro (Paolo), Marina Tagliaferri (madre adottiva), Paolo Triestino (finanziere), Luca Zingaretti (don Vittorio).
- Brani musicali: Boom shack a lak (Apache Indian), A Wonderful World (Zucchero Fornaciari), Human Behaviour (Björk), Paradise Lost (Ryūichi Sakamoto)
- Ascolti: telespettatori 4 200 000[2]

## L'amore quello vero
- Diretto da: Lodovico Gasparini

### Trama
Cristian (Vincenzo Diglio) entra in crisi quando scopre che la madre (Laura Troschel) ha una relazione col rappresentante Livio (Maurizio Mattioli). Intanto i genitori di Stefania (Francesca Antonelli) vanno via per qualche giorno, affidandole la sorella Michela. A scuola il professor Testa (Massimo De Rossi) viene sostituito dal professor Licitra (Ivano Marescotti), legittimo titolare della cattedra, fino ad allora in aspettativa. Il nuovo insegnante è molto severo, critica i vestiti dei ragazzi e mette voti molto bassi. Cristian decide di non tornare a casa e dorme con Stefania, ma ha un malore e la dottoressa che lo visita dice alla madre che si tratta di un fattore nervoso causato da un evento inatteso che lo ha turbato. La donna capisce di dover lasciare Livio e lo comunica al figlio, mentendogli sul vero motivo della sua scelta. Il piccolo Paolo viene portato a casa di Stefania per fare compagnia a Michela e si innamora di lei, che invece lo tratta male. Debora (Cecilia Dazzi) continua ad aiutare Gigi (Amedeo Letizia) col bambino, ma lui le chiede di stargli lontano per un po' perché la ama e vuole aspettare che gli passi. Il professor Licitra viene visto mentre dà molti soldi ad una ragazza che vende collanine davanti alla scuola e decidono di seguirla, arrivando in una casa-famiglia dove conoscono il dott. Guido Cogliati (Alberto Di Stasio) e scoprono che lì è ricoverato il figlio del professore, malato di AIDS.
- Altri interpreti: Valentina Cervi (Laura), Krum De Nicola (Alberto), Ivan Salazaro (Paolo), Ilaria Troncone (Michela).
- Brani musicali: L'animale (Franco Battiato), April Fool (Patrick O'Hearn), Sentinel (Mike Oldfield)

## Scelte difficili
- Diretto da: Ruggero Deodato

### Trama
Il padre (Sergio Fiorentini) di Simone (Pao Pei Andreoli) è indagato dalla Guardia di Finanza per l'emissione di fatture false e si nasconde in una casa a Fregene. Dopo essersi messo in contatto col figlio, gli chiede aiuto e il ragazzo lo raggiunge accompagnato da Cristian (Vincenzo Diglio) e Stefania (Francesca Antonelli). Poco dopo arriva la Finanza che lo arresta... Nel frattempo Sara (Barbara Ricci), assieme agli altri ragazzi continua il volontariato nella casa famiglia gestita dal dott. Guido (Alberto Di Stasio) e si innamora di lui, aiutandolo più del necessario e venendo a contatto con difficili realtà personali di ragazzi ammalati di Aids come Angela e Franco. Per questo trascura Simone, che pur sapendo di non stare più insieme a lei, le chiede aiuto per superare questo terribile momento. Debora (Cecilia Dazzi) invece è contenta per il ritorno di Sahid (Chris Childs) e si fa prestare la casa da Mitzi (Alberto Rossi). L'entusiasmo della ragazza non riesce a fargli dire che dovrà lasciarla per andare in Canada, dove è stato ingaggiato da una squadra di pallavolo che gli ha offerto il triplo rispetto a quella di Milano. Debora non vuole ascoltare i suoi motivi e solo dopo molti tentativi, i suoi amici le faranno capire che a volte non si può scegliere e che quei soldi in più avrebbero permesso ai fratelli di Sahid di studiare e di allontanarsi dalla guerra del loro paese. Anche Sara avrà la stessa lezione quando capirà che il suo bel dottore, sotto sfratto, dovrà accettare di trasferirsi in Toscana con i suoi pazienti, rinunciando a lei. Infine Stefania cambierà le sorti di Simone, quando si ricorderà di aver visto il socio del padre a Fregene poco prima del suo arresto.
- Altri interpreti: Pietro Biondi (Aurelio Ardizzone), Gaia Zoppi (Angela), Dario Casalini (Franco), Sacha Maria Darwin (Clara), Pino Morabito (Infermiere).
- Brani musicali: Fields of Gold (Sting), The Ones You Love (Rick Astley)

## Chi ha paura del lupo cattivo
- Diretto da: Ruggero Deodato

### Trama
Betty (Giada Desideri) si rifà viva con Franz (Lorenzo Amato) e subito dopo la sua casa viene svaligiata dai ladri. Quando Simone (Pao Pei Andreoli) li invita ad una festa a casa sua, il padre (Sergio Fiorentini) riceve una telefonata in cui una voce contraffatta gli chiede 300 milioni di lire e in seguito la macchina del ragazzo viene distrutta come avvertimento. Stefania (Francesca Antonelli), trova strano che entrambi i suoi amici abbiano subito un danno poco dopo la comparsa di Betty ed insinua il dubbio in Franz. Intanto Debora (Cecilia Dazzi) partecipa ad un provino per la pubblicità di un gelato, ma nel vedere le altre partecipanti, si trova grassa e decide di dimagrire. Sara (Barbara Ricci) le impone una dieta a base di frutta e verdura, ma poi scopre l'amica in un bar mentre mangia dei dolci... Convinta di non cedere più alle tentazioni, Debora prova la strada dei beveroni ipocalorici, ma si sente male e viene ricoverata in ospedale. Nei giorni successivi si lascia andare e non vuole più alzarsi dal letto. Johnny (Claudio Lorimer) allora decide di andare dai responsabili della pubblicità, supplicandoli di richiamare Debora, anche se in seguito avrebbero dovuto dirle di no. I risultati del nuovo provino stupiranno tutti.
- Altri interpreti: Giuseppe Antignati (Angelo), Bruno De Stephanis (Padre di Betty), Giuseppe Duca (Mauro), Beatrice Palme (Sandra).
- Brani musicali: Do You Think I'm Sexy (Revolting Cocks), Love Is a Beautiful Thing (Al Green), Judy in Disguise (John Fred & His Playboys), Breakthru (Queen), Limbo Rock (Champs), Rain (Madonna), Set a Drift on a Memory Bliss (P.M. Dawn), Unreadable Communication (Curve), L'amore è un pericolo (Grazia Di Michele), Stairway to Heaven (Led Zeppelin), Rebel Rebel (David Bowie), Night and Day (remix) (U2).

## Una vita a metà
- Diretto da: Ruggero Deodato

### Trama
Carlo (Massimo Di Cataldo) è un ragazzo sulla sedia a rotelle che tiene tutti a distanza e non ama essere aiutato. Il primo che riesce a diventare suo amico è Johnny (Claudio Lorimer) e su richiesta del padre (Lucio Rosato) anche gli altri mettono da parte le ostilità e vanno a trovarlo a casa sua. Dopo aver scoperto che Carlo prima dell'incidente aveva una band, pian piano lo coinvolgono in un progetto musicale, ma i suoi continui sbalzi d'umore, legati al ricordo del suo migliore amico che gli è morto accanto, lo portano a tentare il suicidio. Elena (Michela Rocco di Torrepadula) si rivede in lui e capisce di aver allontanato la madre (Delia Boccardo) e Mitzi (Alberto Rossi) ottenendo solo di farsi più male. Intanto proprio loro due si avvicinano per lavoro...
- Altri interpreti: Luigi Mirabella (Maurizio), Giovanna Nodari (Luisa), Carmen Onorati (Professoressa Bozzi), Marcello Scuderi (Riccardo), Alfonso Stani (Ricky).
- Brani musicali: Delusa (Vasco Rossi-U.s.u.r.a.), War (Edwin Starr), In These Arms (Bon Jovi), For You (Eleanor McEvoy).

## Il coraggio e la paura
- Diretto da: Lodovico Gasparini

### Trama
Johnny (Claudio Lorimer), Cristian (Vincenzo Diglio) e Gigi (Amedeo Letizia) salvano una ragazza di colore da un tentativo di stupro. Cristian viene visto da uno degli assalitori mentre segna il loro numero di targa, ma gli strappano l'agenda dalle mani e trovano il suo numero di telefono intimandogli di stare zitto. Quando alla polizia l'ispettore (Tommaso Bianco) capisce che la sua deposizione non è sincera, lo prega più volte di dire la verità, mentre gli amici sono convinti che in effetti lui non ricordi la targa. Pieno di rimorsi, Cristian si confida con Stefania (Francesca Antonelli) e decide di andare alla polizia l'indomani, ma viene assalito da uno dei teppisti. Per paura, il ragazzo non dice niente agli amici e Stefania decide di lasciarlo, ma poi scoprirà che il motivo del suo silenzio era proprio lei...
Intanto proprio mentre Giuliana (Elodie Treccani) si sente nuovamente attratta da Andrea (Riccardo Salerno), il ragazzo si innamora della supplente di Storia dell'Arte (Carola Stagnaro) con la quale inizia una storia che presto verrà scoperta, provocando dolorose conseguenze per molti. Alla fine l'ispettore di polizia troverà il modo per convincere Cristian a collaborare mentre l'insegnante, dopo aver lasciato il marito, si fa accompagnare da Andrea in una via e, dopo averlo convinto a lasciar perdere questa storia, prende un taxi e se ne va dai suoi genitori.
- Altri interpreti: Gianluca Angelini (naziskin), Cristian Dell'Acqua (naziskin), Caterina Moradi (ragazza somala), Italo Piattelli (naziskin), Giovanni Santosuosso (naziskin), Valter Toschi (Marito di Clara)
- Brani musicali: Mr. Vain (Culture Beat), Umanamente uomo: il sogno (Lucio Battisti), One Caress (Depeche Mode), Rush (Depeche Mode)

## Il figlio del muretto
- Diretto da: Lodovico Gasparini

### Trama
Elena (Michela Rocco di Torrepadula) aspetta un bambino da Mitzi (Alberto Rossi), ma non riesce a dirglielo subito. Convinta che il ragazzo sia contento della notizia, si precipita al muretto per dirlo agli amici, ma Sara (Barbara Ricci), ancora provata dalla sua esperienza, la mette in guardia.
Mitzi intanto, è preoccupato per suo padre (Antonio Casagrande), che si sente ormai vecchio e inutile. Gli eventi che ne seguono fanno esitare Elena che non riesce a trovare il momento giusto per comunicargli che è incinta.
- Altri interpreti: Franca Maria De Monti (ginecologa)
- Brani musicali: Toccata e fuga in Fa maggiore, BWV 556 (Daniel Chorzempa), What's Up? (4 Non Blondes), Stai con me (Raf), Nothing About Me (Sting), The Last Song (Elton John)

## Fuori dalla regola
- Diretto da: Ruggero Deodato

### Trama
Gigi (Amedeo Letizia) diventa amico di Marco (Leonardo Ferrantini), un nuovo compagno di scuola che gli confessa di essere omosessuale e per farlo sentire accettato dal gruppo lo invita ad andare al cinema con loro, senza parlarne prima agli altri ragazzi. Quando tutti danno forfait, Gigi si ritrova da solo con lui e non riuscendo a reggere gli sguardi maliziosi dei ragazzi di Quinta, scappa via. In seguito riuscirà a farsi perdonare, ma ciò porterà l'amico a dichiarargli il suo amore. Il netto rifiuto di Gigi lo porterà ad un tentativo di suicidio nei bagni della scuola. Sarà proprio l'amico a salvarlo con una respirazione bocca a bocca sotto gli occhi dei ragazzi più grandi che lo avevano schernito.
- Altri interpreti: Carlo Casolo (Avvocato), Massimiliano Franciosa (Pietro), Sandro Ghiani (Osvaldo), Enzo La Tagliata (Padre Marco), Ivan Lucarelli (Luigi), Nicole Millo (Professoressa di fisica), Marco Minetti (Goffredo)
- Brani musicali: Mare mare (Luca Carboni), Distant sun (Crowded House), Love Is Blindness (U2)

## Ragazze in crisi
- Diretto da: Ruggero Deodato

### Trama
Giuliana (Elodie Treccani) è stufa di essere trattata come una bambina e tronca ogni rapporto con il gruppo che, capitanato da Stefania (Francesca Antonelli), impedisce ad un quarantenne di uscire con lei. Dopo essere rimasta chiusa in camera sua per molti giorni, la ragazza decide di scappare di casa, ma sul treno viene derubata ed è costretta a scender ad Orte, dove in stazione incontra una ragazza che la consola e le chiede di andare ad Amsterdam con lei viaggiando senza biglietto, quando dalla sua radiolina esce la voce di Franz (Lorenzo Amato). Nel frattempo Elena (Michela Rocco di Torrepadula) viene perseguitata telefonicamente da un maniaco, che pian piano si avvicinerà a lei. Mitzi (Alberto Rossi) rischierà la vita per salvarla.
- Altri interpreti: Franca Maria De Monti (ginecologa), Paolo Paoloni (maniaco), Francesca Rettondini (ragazza alla stazione di Orte)
- Brani musicali: Something (The Beatles), One Night in Heaven (M People), Vivere (Vasco Rossi), Peach (Prince), November Rain (Guns N' Roses), Femme Fatale (The Velvet Underground)
- Ascolti: telespettatori 5 730 000[3]